# Сепульведа, Гильермо
Гильермо Сепу́льведа Родри́гес (исп. Guillermo Sepúlveda Rodríguez; 29 ноября 1934, Гвадалахара — 19 мая 2021) — мексиканский футболист, участник чемпионатов мира (1958, 1962).

## Биография

### Клубная карьера
Сепульведа на протяжении 13 сезонов играл за клуб «Гвадалахара», с которым были выиграны многочисленные трофеи, среди которых 7 чемпионатов и 5 трофеев Чемпион чемпионов Мексики, а также Кубок чемпионов КОНКАКАФ 1962 года.
Затем Сепульведа играл за «Хабатос де Нуэво-Леон» (1966—1968) и «Оро» (1968—1969), после чего завершил игровую карьеру.

### Карьера в сборной
В составе сборной Мексики принимал участие на чемпионате мира 1958 года, где сыграл в одном матче против сборной Венгрии (0:4). Через четыре года на чемпионате мира 1962 года сыграл в трёх матчах группового этапа. На этих турнирах мексиканцы не пробились в плей-офф. Всего за сборную Мексики сыграл 30 матчей, в которых не забил ни одного мяча.

### Смерть
Скончался 19 мая 2021 года в возрасте 86 лет.

## Достижения
«Гвадалахара»
- Чемпион Мексики (7): 1956/57, 1958/59, 1959/60, 1960/61, 1961/62, 1963/64, 1964/65
- Обладатель Кубка Мексики (1): 1963
- Чемпион чемпионов Мексики (6): 1957, 1959, 1960, 1961, 1964, 1965
- Победитель Лига чемпионов КОНКАКАФ (1): 1962